# Zea luxurians
Zea luxurians (syn.: Reana luxurians, Euchlaena luxurians) je druh jednoděložné rostliny z čeledi lipnicovité (Poaceae). Jedná se o jeden z planých druhů kukuřic, nazývané teosinte (množné číslo teosintes), počeštěně teosint, teosinty. Tento druh se konkrétně nazývá Guatemalan teosinte, někdy také jako Florida teosinte nebo southern Guatemalan teosinte .

## Popis
Jedná se o jednoletou rostlinu, dorůstající výšek 200–300 cm . Listy jsou střídavé, přisedlé s listovými pochvami, jazýček je membránovitý. Čepele listů jsou asi 20–80 cm dlouhé a 3–8 cm široké. Je to jednodomá rostlina, ale na rozdíl od většiny trav jsou květy jednopohlavné, oddělené do samostatných samičích a samčích květenství. Samčí květenství tvoří vrcholovou latu klásků. Někdy je toto květenství interpretováno jako složené z několika hroznů klásků, které vyrážejí z hlavní osy . Samčí klásky jsou uspořádány po 2. Každý samčí klásek obsahuje 2 květy, na bázi klásku jsou 2 křídlaté plevy a nad nimi plucha. Tyčinky jsou 3.
Samičí květenství vyrůstají z paždí listu, často po několika z jedné uzliny, je podepřeno pochvou listenu, na vrcholu vyčnívají čnělky s rozeklanými bliznami. Samičí klas (klásků) nebo hrozen (klásků) (záleží na interpretaci) je bilaterální, dvouřadý a mnohem chudší než u běžně známých pěstovaných odrůd kukuřice seté. Je pouze 5–9 cm dlouhý a obsahuje jen 5–9 fertilních klásků . Samičí klásky jsou po dvojicích stejně jako samčí. Dolní květ je však sterilní, pouze horní květ je fertilní a vyvíjí se z něho obilka, proto z jednoho klásku se vyvine pouze jedna obilka. Na bázi klásku jsou 2 nestejné plevy, nad ní je membránovitá plucha a pluška, u sterilních květů pluška někdy chybí. Blizny jsou 2. Plodem je obilka. Jedná se o diploida, počet chromozómů: 2n=20 .

## Rozšíření
Druh roste ve středním Mexiku v oblasti zvané Oaxaca, dále je znám z Guatemaly a z Hondurasu . Druh byl popsán už roku 1872 pod jménem Reana luxurians Durieu .